# Batthyány-Mausoleum

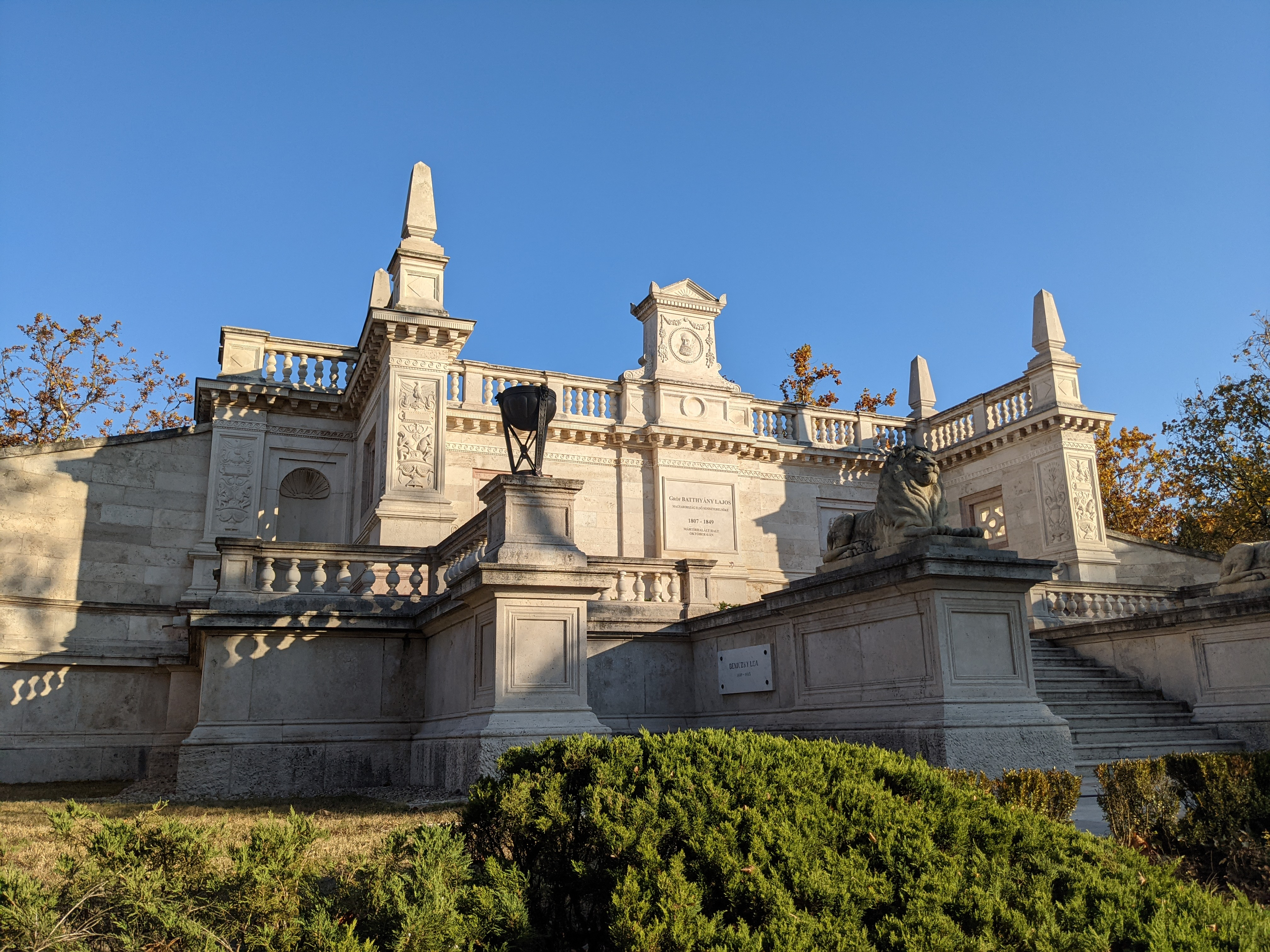
Das Mausoleum im Jahr 2021

Das Batthyány-Mausoleum in Budapest ist eine Begräbnisstätte des ehemaligen ungarischen Magnatengeschlechtes der Batthyány, das zu den bedeutendsten Adelsfamilien der Habsburgermonarchie gehörte. Es befindet sich am Fiumei Úti Sírkert (deutsch Friedhof an der Fiumer Straße) und wurde als Grablege für den ersten ungarischen Ministerpräsidenten Lajos Batthyány errichtet, der nach der Niederschlagung der Ungarischen Revolution im Jahre 1849 hingerichtet wurde. Es ist die bekannteste Grabstätte der Batthyány, noch vor der Batthyány-Familiengruft in Güssing.

## Lage und Beschreibung
Das Mausoleum befindet sich im VIII. Stadtbezirk Józsefváros (deutsch Josefstadt) unweit des Keleti pályaudvar (deutsch Ostbahnhof) am Fiumei Úti Sírkert, der umgangssprachlich auch als Kerepeser Friedhof bekannt ist. Es liegt im nordwestlichen Teil der Anlage, etwas südlich einer der in West-Ost-Richtung verlaufenden Hauptachsen. Direkt an dieser rund 50 m nördlich verlaufenden Hauptachse liegen die beiden bekannten monumentalen Arkadengänge des Friedhofes.
Die Grabstätte der Batthyány besteht aus einem terrassenartigen Monumentalbau im Stil der Neorenaissance. Sie verfügt über eine zentrale Treppenanlage, die seitlich von zwei Steinlöwen flankiert wird, die wiederum von je einer Feuerschale links und rechts flankiert werden. Zwischen diesen Steinlöwen und den Feuerschalen befinden sich die Zugänge zur unterirdisch liegenden Krypta. Im Zentrum der Hauptachse ist das Mausoleum von einem Relief von Lajos Batthyány und einer Balustrade mit Obelisken bekrönt. Die Treppenanlage wird unterbrochen von einer ersten Terrasse, über die die seitlich liegenden Eingänge zur Krypta mit den Gräbern erreicht werden können. Die Treppe führt in der Hauptachse weiter zu einer zweiten, oberen Terrasse, die rückseitig durch eine stützmauerartige Wandkonstruktion mit dem bekrönenden Relief von Lajos Batthyány abgeschlossen wird. Hinter dieser liegt ein künstlich aufgeschütteter Hügel mit weiteren Grabanlagen. Auf der oberen Terrasse verläuft eine von einem gegliederten Gesims gesäumte Bank, die seitlich von hohen Wandelementen mit Balustraden und Obelisken begrenzt wird. 

## Geschichte

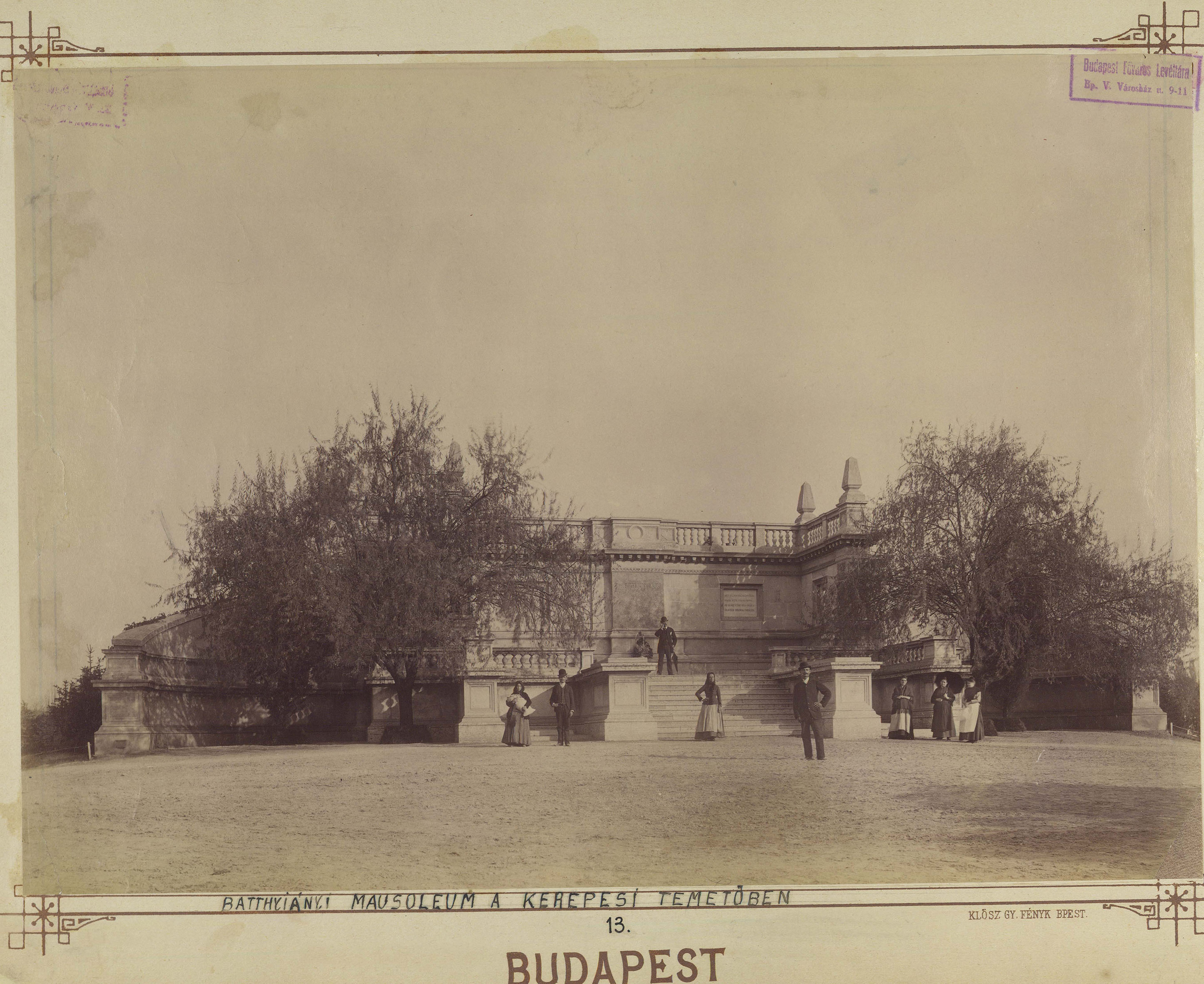
Die Anlage im Jahr 1890, noch ohne Steinlöwen, Feuerschalen und bekrönendes Relief

Nach seiner Erschießung wegen Hochverrat im Verlauf der Revolution von 1848/1849 wurde der Leichnam von Lajos Batthyány 1849 vorerst in der Krypta der Franziskanerkirche von Pest beigesetzt. Bedingt durch die politische Entspannung im Zuge des Österreichisch-Ungarischen Ausgleiches von 1867 wurde sein Leichnam exhumiert und 1870 auf dem Kerepeser Friedhof beerdigt. Das Mausoleum existierte zu diesem Zeitpunkt aber noch nicht. Es wurde 1872–1874 von Albert Schickedanz im Stil der Neorenaissance errichtet, musste aber ursprünglich aus Kostengründen weniger groß als eingangs ausgeführt errichtet werden. Das bekrönende Relief von Lajos Batthyány, die Steinlöwen und die Feuerschalen wurden erst bei einer Sanierung der Anlage im Jahr 2000 hinzugefügt.

## Bestattete Personen
1. Ludwig (ungarisch Lajos) III. Graf Batthyány (1807–1849) – erster Ministerpräsident von Ungarn
2. Antonia Batthyány, geb. Gräfin Zichy (1816–1888) – Ehefrau von Ludwig III.
3. Helene Batthyány, vereh. Beniczky (1842–1929) – Tochter von Ludwig III. und Antonia
4. Elemér Graf Batthyány (1847–1932) – Sohn von Ludwig III. und Antonia

Am Friedhof sind noch zwei weitere Familienangehörige bestattet:
1. Theodor (ungarisch Tivadar) II. Graf Batthyány (1859–1931) – Politiker und Minister
2. Olga geb. Gräfin Batthyány (1869–1939) – Ehefrau von Theodor III.

Quelle:

## Bildergalerie

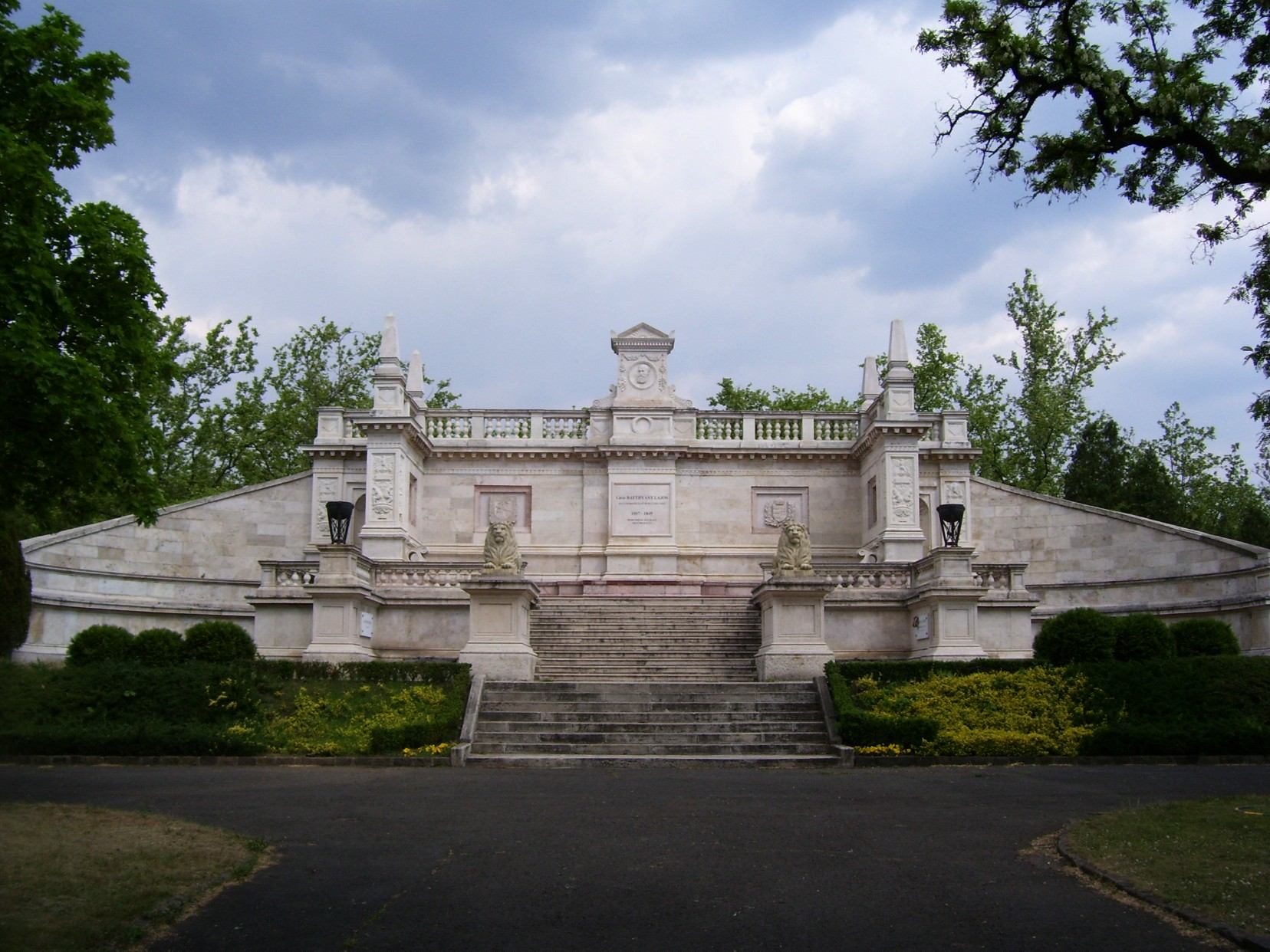
Frontansicht des Mausoleums
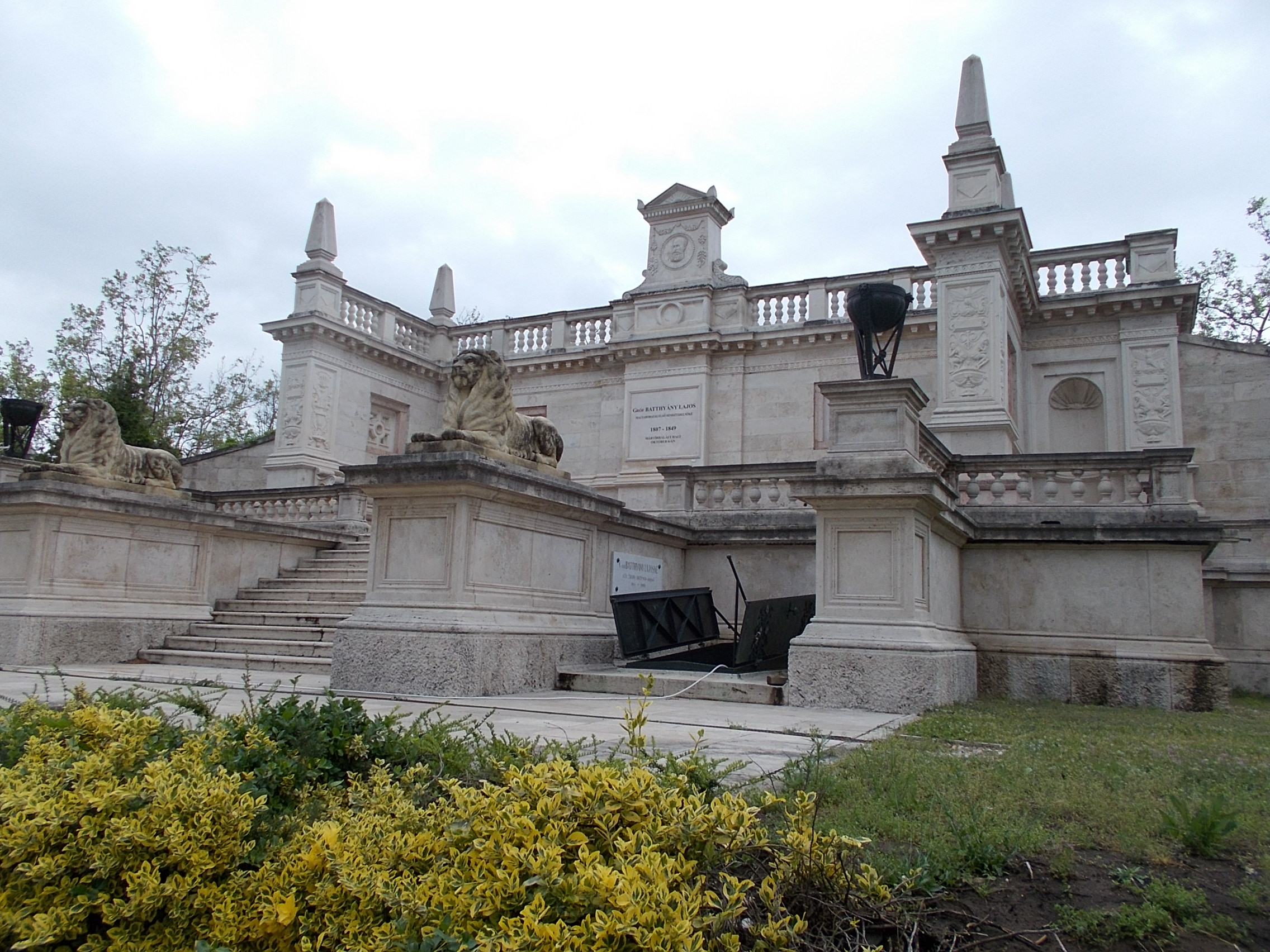
Die untere Terrasse mit einem der geöffneten Zugänge zur Krypta
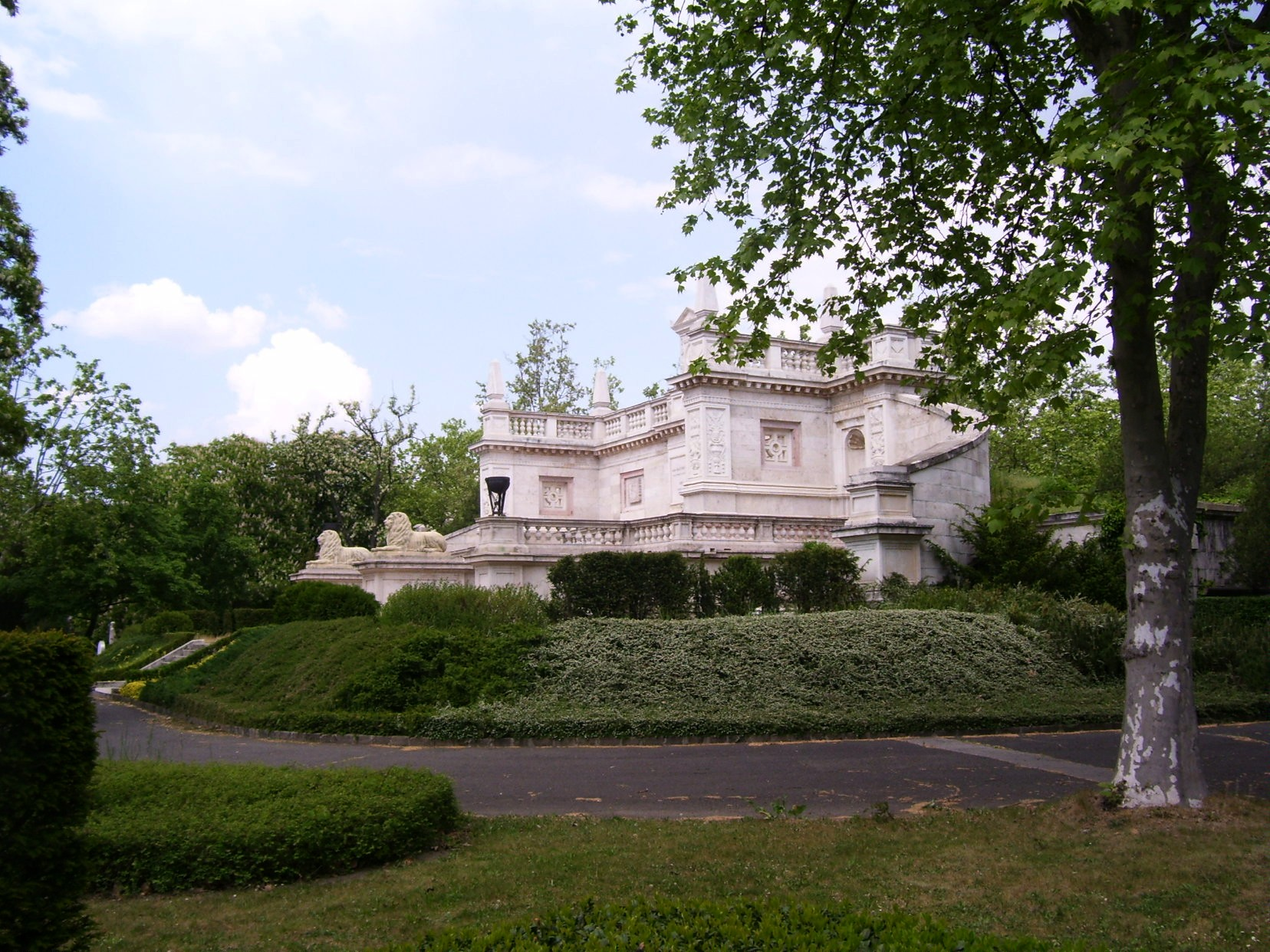
Seitenansicht
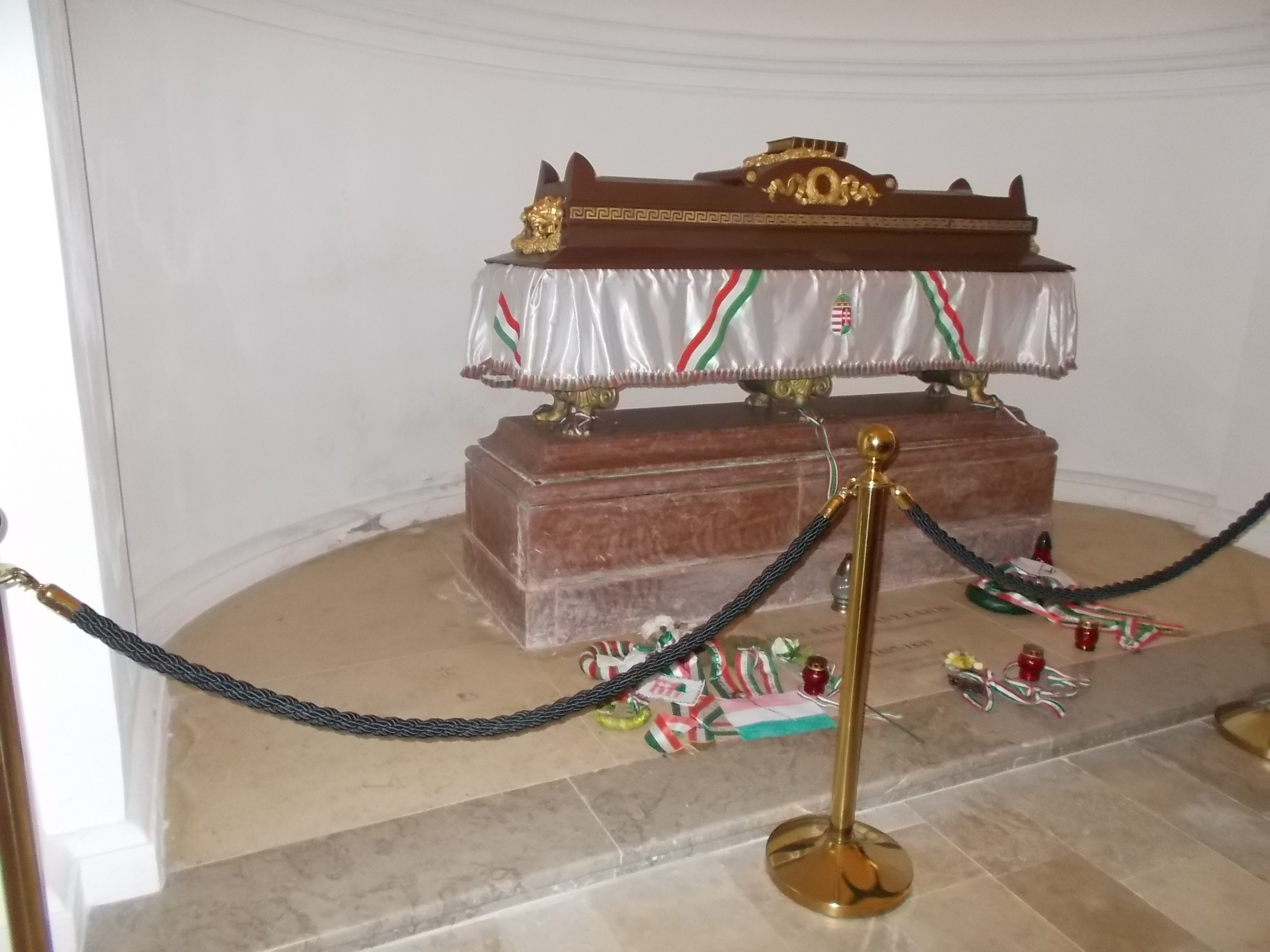
Sarkophag von Lajos Batthyány